# South China Football Club 1912-1913
Questa pagina raccoglie i dati riguardanti il South China Football Club nelle competizioni ufficiali della stagione 1912-1913.

## Stagione
Il South China partecipò all'Hong Kong First Division League 1912-1913 vinta dal Royal Garrison Artillery. Il sodalizio fu scelto per formare la nazionale di calcio della Cina al torneo calcistico dei primi giochi dell'Estremo Oriente, nei quali affrontarono la selezione delle Filippine, formata interamente dai giocatori del Bohemian Sporting Club, che però contrariamente da quanto affermato dal regolamento schierava in squadra calciatori britannici, spagnoli e statunitensi. L'incontro si concluse con l'affermazione dei filippini per 2-1.

## Rosa
| N. |                               | Ruolo | Calciatore               |
| -- | ----------------------------- | ----- | ------------------------ |
|    | Repubblica di Cina (bandiera) | P     | Archie                   |
|    | Repubblica di Cina (bandiera) | D     | Cheung Wing Hon          |
|    | Repubblica di Cina (bandiera) | D     | Pang Kap Yau             |
|    | Repubblica di Cina (bandiera) | C     | Fung Kai Ming (capitano) |
|    | Repubblica di Cina (bandiera) | C     | Tong Fuk Cheong          |
|    | Repubblica di Cina (bandiera) | C     | Mok Hing                 |

| N. |                               | Ruolo | Calciatore     |
| -- | ----------------------------- | ----- | -------------- |
|    | Repubblica di Cina (bandiera) | A     | Tai Cho Man    |
|    | Repubblica di Cina (bandiera) | A     | Leung Wing Tai |
|    | Repubblica di Cina (bandiera) | A     | Kwok Po Kan    |
|    | Repubblica di Cina (bandiera) | A     | Yip Kwan       |
|    | Repubblica di Cina (bandiera) | A     | Kwok Shui Yan  |